# Лапландія

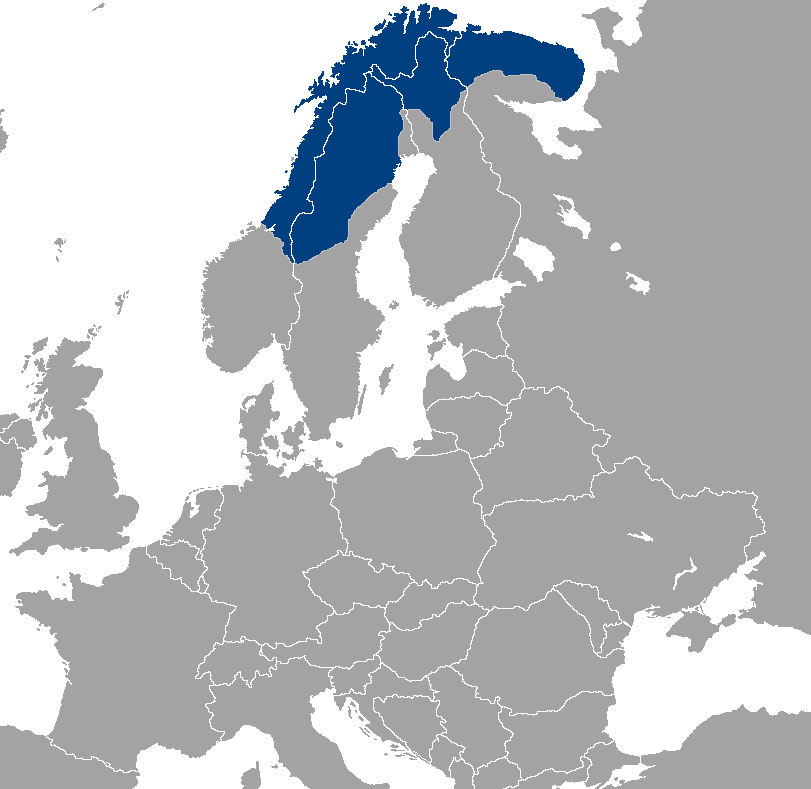
Сапмі

Прапор саамів

Лапла́ндія або Сапмі (півн.-саам. Sápmi, луле-саам. Sábme / Sámeednam, пд.-саам. Saepmie, інарі-саамськ. Säämi, кол.-саам. Sääʹmjânnam, кільд. Са̄мь е̄ммьне, фін. Lappi, швед. Lappland, норв. Lapland) — історико-географічна область в Європі за полярним колом.
В адміністративному плані Лапландія охоплює більшу частину Норвегії, частково Швецію, північ Фінляндії і Кольський півострів на північному заході Росії.
Корінне населення Лапландії — народ саами (раніше називалися лопарями, лапландцями тощо), традиційно напівкочова народність оленярів. Історично Лапландія є територією без політичного визначення.
Основними ресурсами Лапландії є: хром, мідь, залізо, деревина, гідроелектрика, все важливіше значення останнім часом відіграє туризм. У літній період проводяться сільськогосподарські роботи.
У Лапландії полярний день триває протягом 3-х місяців влітку. Взимку, протягом 3-х місяців триває полярна ніч.

## Персоналії
- Карі Хухтамо